# Krystyna Szczepanowska-Kozłowska
Krystyna Monika Szczepanowska-Kozłowska (ur. 1965) – polska prawnik, radca prawny, profesor nauk prawnych, profesor zwyczajny Uniwersytetu Warszawskiego, specjalistka w zakresie prawa cywilnego, prawa własności przemysłowej i prawa patentowego.

## Życiorys
W 2005 na Wydziale Prawa i Administracji Uniwersytetu Warszawskiego na podstawie dorobku naukowego oraz rozprawy pt. Wyczerpanie praw własności przemysłowej. Patent i prawo ochronne na znak towarowy uzyskała stopień doktora habilitowanego nauk prawnych w zakresie prawa, specjalność: prawo cywilne. W 2013 prezydent RP Bronisław Komorowski nadał jej tytuł naukowy profesora nauk prawnych. Została profesorem zwyczajnym Uniwersytetu Warszawskiego i dyrektorem Instytutu Prawa Cywilnego Wydziału Prawa i Administracji UW.
Uzyskała uprawnienia radcy prawnego. Od stycznia 2021 jest członkiem Komisji Dyscyplinarnej ds. nauczycieli akademickich przy Radzie Głównej Nauki i Szkolnictwa Wyższego na kadencję 2021–2024.

## Ważniejsze publikacje
Autorka kilkudziesięciu publikacji z zakresu prawa cywilnego i prawa własności intelektualnej:
- Umowy licencyjne w prawie własności przemysłowej, wyd. LexisNexis, Warszawa 2012, ISBN 978-83-7620-988-3.
- Własność przemysłowa i jej ochrona (współautorka), wyd. Wolters Kluwer Polska, Warszawa 2014, ISBN 978-83-278-0581-2.
- Ustawa o zwalczaniu nieuczciwej konkurencji. Komentarz (współautor Ewa Nowińska), wyd. Wolters Kluwer Polska, Warszawa 2017, ISBN 978-83-8107-775-0.
- Opus auctorem laudat: księga jubileuszowa dedykowana Profesor Monice Czajkowskiej-Dąbrowskiej (redaktor i autorka rozdziału), wyd. Wolters Kluwer Polska, Warszawa 2019, ISBN 978-83-8160-261-7.